# Joaquín Navarro Jiménez
Joaquín Navarro Jiménez, meglio noto come Ximo Navarro (Palma di Maiorca, 23 gennaio 1990), è un calciatore spagnolo, difensore del Deportivo La Coruña.

## Carriera
Nella stagione 2011-2012 ha giocato 12 partite nella seconda serie spagnola con il Recreativo Huelva ed altre 19 con il Córdoba, sempre in seconda serie. Nella stagione 2012-2013 ha giocato 16 partite nella massima serie spagnola con il Maiorca, che a fine campionato è retrocesso in seconda serie.